# Ruschia duthiae
Ruschia duthiae är en isörtsväxtart som först beskrevs av L. Bol., och fick sitt nu gällande namn av Schwant. apud Jacobsen. Ruschia duthiae ingår i släktet Ruschia och familjen isörtsväxter. Inga underarter finns listade i Catalogue of Life.